# (737) Arequipa
(737) Arequipa – planetoida z pasa głównego asteroid okrążająca Słońce w ciągu 4 lat i 64 dni w średniej odległości 2,59 au. Została odkryta 7 grudnia 1912 roku w Winchester (Massachusetts) przez Joela Metcalfa. Nazwa pochodzi od miasta Arequipa w południowym Peru, gdzie Uniwersytet Harvarda miał swoje obserwatorium. Przed nadaniem nazwy planetoida nosiła oznaczenie tymczasowe (737) 1912 QB.